# نجد مدر (القفر)

تعديل مصدري - تعديل

نجد مدر محلة تابعة لقرية بيت الاديب، التابعة لعزلة بني مبارز بمديرية القفر إحدى مديريات محافظة إب في الجمهورية اليمنية، بلغ تعداد سكانها 188 حسب تعداد اليمن لعام 2004.